# UNSA Finances, Industrie et des services du Premier ministre
 (février 2024).
 (février 2024).
La mise en forme du texte ne suit pas les recommandations de Wikipédia : il faut le « wikifier ».
Les points d'amélioration suivants sont les cas les plus fréquents. Le détail des points à revoir est peut-être précisé sur la page de discussion.
- Les titres sont pré-formatés par le logiciel. Ils ne sont ni en capitales, ni en gras.
- Le texte ne doit pas être écrit en capitales (les noms de famille non plus), ni en gras, ni en italique, ni en « petit »…
- Le gras n'est utilisé que pour surligner le titre de l'article dans l'introduction, une seule fois.
- L'italique est rarement utilisé : mots en langue étrangère, titres d'œuvres, noms de bateaux, etc.
- Les citations ne sont pas en italique mais en corps de texte normal. Elles sont entourées par des guillemets français : « et ».
- Les listes à puces sont à éviter, des paragraphes rédigés étant largement préférés. Les tableaux sont à réserver à la présentation de données structurées (résultats, etc.).
- Les appels de note de bas de page (petits chiffres en exposant, introduits par l'outil «  Source ») sont à placer entre la fin de phrase et le point final[comme ça].
- Les liens internes (vers d'autres articles de Wikipédia) sont à choisir avec parcimonie. Créez des liens vers des articles approfondissant le sujet. Les termes génériques sans rapport avec le sujet sont à éviter, ainsi que les répétitions de liens vers un même terme.
- Les liens externes sont à placer uniquement dans une section « Liens externes », à la fin de l'article. Ces liens sont à choisir avec parcimonie suivant les règles définies. Si un lien sert de source à l'article, son insertion dans le texte est à faire par les notes de bas de page.
- La présentation des références doit suivre les conventions bibliographiques. Il est recommandé d'utiliser les modèles {{Ouvrage}}, {{Chapitre}}, {{Article}}, {{Lien web}} et/ou {{Bibliographie}}. Le mode d'édition visuel peut mettre en forme automatiquement les références.
- Insérer une infobox (cadre d'informations à droite) n'est pas obligatoire pour parachever la mise en page.

Pour une aide détaillée, merci de consulter Aide:Wikification.
Si vous pensez que ces points ont été résolus, vous pouvez retirer ce bandeau et améliorer la mise en forme d'un autre article.
L'UNSA Finances est la fédération syndicale UNSA des Ministères de l'économie et des Finances, affiliée à l'UNSA Fonction publique.
Cette fédération est l'héritière de la Fédération des syndicats autonomes de finances et de la Fédération unifiée des Finances.
Le syndicat est membre de la Confédération européenne des syndicats (CES).

## Les syndicats UNSA de la Fédération des finances
- UNSA CCRF :  Union nationale des syndicats autonomes de la Concurrence, Consommation et Répression des fraudes
- UNSA DGFIP :  Union nationale des syndicats autonomes de la direction générale des finances publiques
- UNSA Douanes :  Union nationale des syndicats autonomes de la direction générale des douanes
- UNSA INPI : Union nationale des syndicats autonomes de l’Institut national de la propriété industrielle
- UNSA Business France  : Union nationale des syndicats autonomes des agents de Business France
- UNSA Cefi : Union nationale des syndicats autonomes de l'administration centrale de Bercy
- UGA UNSA : Union générale des attachés statisticiens de l'Insee
- UNSA INSEE : Union nationale des syndicats autonomes de l'Insee
- UNSA UGAP : Union nationale des syndicats de l'union de groupement d'achat public
- UNSA Juridictions Financières (Cour des Comptes)
- UNSA AFD : section syndicale UNSA de l'Agence Française de Développement
- UNSA CMA IDF : section syndicale UNSA de la Chambre des Métiers et de l'Artisanat d'Ile de France.
- UNSA USAE : section ministérielle des Administrateurs de l'Etat.
- Sections locales UNSA dans les IRA de Lyon, Nantes et Bastia : Instituts Régionaux d'Administration.